# العلاقات الفانواتية المالية
العلاقات الفانواتية المالية هي العلاقات الثنائية التي تجمع بين فانواتو ومالي.

## مقارنة بين البلدين
هذه مقارنة عامة ومرجعية للدولتين:
| وجه المقارنة                                              | فانواتو                                  | مالي            |
| --------------------------------------------------------- | ---------------------------------------- | --------------- |
| المساحة (كم2)                                             | 12.19 ألف                                | 1.24 مليون      |
| عدد السكان (نسمة)                                         | 276.24 ألف                               | 18.54 مليون     |
| الكثافة السكانية (ن./كم²)                                 | 22.66                                    | 14.95           |
| العاصمة                                                   | بورت فيلا                                | باماكو          |
| اللغة الرسمية                                             | اللغة البسلاما، لغة فرنسية، لغة إنجليزية | لغة فرنسية      |
| العملة                                                    | فاتو فانواتي                             | فرنك غرب أفريقي |
| الناتج المحلي الإجمالي (بليون دولار)                      | 862.88 مليون                             | 15.29 مليار     |
| الناتج المحلي الإجمالي (تعادل القوة الشرائية) بليون دولار | 790.76 مليون                             | 35.69 مليار     |
| الناتج المحلي الإجمالي الاسمي للفرد دولار أمريكي          | 2.81 ألف                                 | 724             |
| الناتج المحلي الإجمالي للفرد دولار أمريكي                 | 3.03 ألف                                 | 1.60 ألف        |
| مؤشر التنمية البشرية                                      | 0.594                                    | 0.419           |
| رمز المكالمات الدولي                                      | +678                                     | +223            |
| رمز الإنترنت                                              | .vu                                      | .ml             |
| المنطقة الزمنية                                           | ت ع م+11:00                              | 00              |

## منظمات دولية مشتركة
يشترك البلدان في عضوية مجموعة من المنظمات الدولية، منها:
| علم المنظمة | اسم المنظمة                                 | تاريخ انضمام فانواتو | تاريخ انضمام مالي |
| ----------- | ------------------------------------------- | -------------------- | ----------------- |
|             | مجموعة دول أفريقيا والكاريبي والمحيط الهادئ | ?                    | ?                 |
|             | مؤسسة التنمية الدولية                       | 28 سبتمبر 1981       | 27 سبتمبر 1963    |
|             | الأمم المتحدة                               | 15 سبتمبر 1981       | 28 سبتمبر 1960    |
|             | منظمة التجارة العالمية                      | ?                    | ?                 |
|             | الاتحاد الدولي للاتصالات                    | 30 مارس 1988         | 21 أكتوبر 1960    |
|             | البنك الدولي للإنشاء والتعمير               | 28 سبتمبر 1981       | 27 سبتمبر 1963    |
|             | الاتحاد البريدي العالمي                     | ?                    | ?                 |
|             | منظمة حظر الأسلحة الكيميائية                | ?                    | ?                 |
|             | مؤسسة التمويل الدولية                       | 28 سبتمبر 1981       | 9 مايو 1978       |
|             | وكالة ضمان الاستثمار متعدد الأطراف          | 27 يوليو 1988        | 22 أكتوبر 1992    |
|             | يونسكو                                      | 10 فبراير 1994       | 7 نوفمبر 1960     |